# Claudio Monteverdi
Claudio Giovanni Antonio Monteverdi (sinh năm 1567 tại Cremona, mất năm 1643 tại Venice) là nhà soạn nhạc, nghệ sĩ đàn viola, ca sĩ, nhạc trưởng người Ý; là một trong những nhà soạn nhạc quan trọng trong sự chuyển giao giữa âm nhạc thời Phục hưng và Baroque., ông đã phát triển hai phong cách song song với nhau.

## Cuộc đời và sự nghiệp

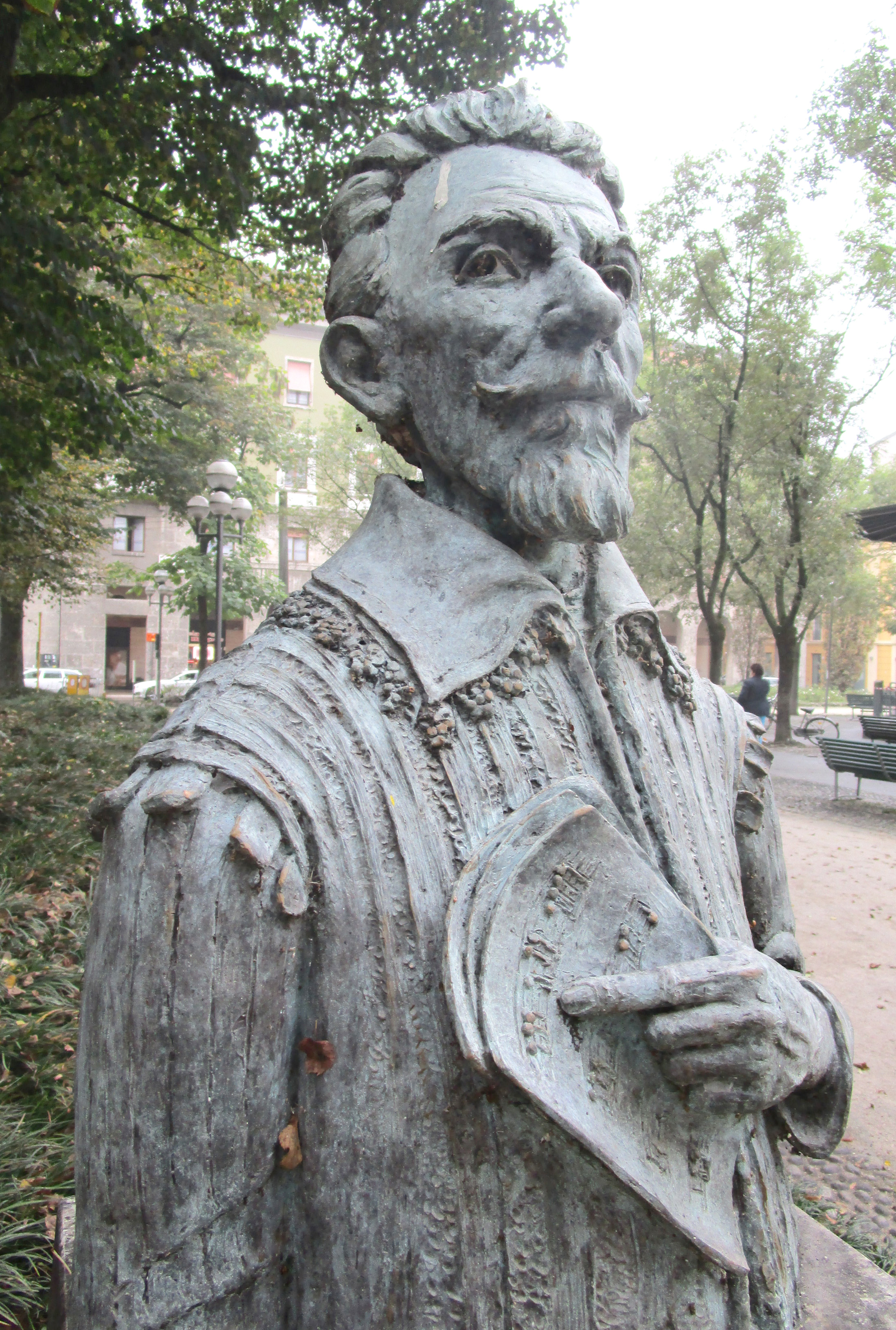
Bronze bust of Monteverdi at Public Gardens John Paul II, in Cremona.

Claudio Monteverdi sinh ra vào năm 1567 tại Cremona, khi phong trào Phục hưng nói chung và âm nhạc của nó nói riêng đang trên đường phát triển. Hồi nhỏ, Monteverdi đi học nhạc với thầy Marc'Antonio Ingegneri. Nam 1590, khi đã hơn 20 tuổi, ông nhận danh hiệu viện sĩ Viện Hàn lâm Santa Cecilia tại thủ đô Roma. Từ đó, Monteverdi phục vụ trong nhà quận công vùng Mantua, chơi đàn viola và hát madrigal, đồng thời với sáng tác âm nhạc.
Năm 1599 kết hôn với ca sĩ triều đình Claudia Cattaneo, bà qua đời vào tháng 8 năm 1607. Họ có hai con trai (Francesco và Massimilino) và một con gái (Leonora). Con gái khác đã chết ngay sau khi sinh.
Từ năm 1601, ông là chỉ huy dàn nhạc nhà nguyện, là người phụ trách nhạc thính phòng trong nhà quận công. Monteverdi từng nghe và chịu ảnh hưởng những bản opera của trường phái Florentine, đặc biệt là vở Euridice của nhà soạn nhạc Peri (tác phẩm được viết vào năm 1600). Monteverdi viết vở opera đầu tiên trong sự nghiệp của mình, vở La favola d'Orfeo, vào năm 1607. Đây thực sự là dấu ấn quan trọng trong lịch sử opera, vì đây là vở opera đầu tiên có nhạc đệm theo. Năm 1612, sau sự ra đi của người quận công đang phục vụ, Monteverdi rời Mantua, trở thành người lãnh đạo của dàn nhạc nhà thờ lớn Saint Mark của Venice, một trong những cương vị danh giá nhất thời đại.
Vào năm 1613, ông đã chuyển đến San Marco ở Venice và đảm nhiệm công việc nhạc trưởng. Năm 1632, ông trở thành một linh mục. Ông ra đi vào năm 1643 tại Venice.

## Phong cách sáng tác và một số tác phẩm nổi bật
Claudio Monteverdi có vị trí trong âm nhạc thời Phục hưng có thê sánh ngang William Shakespeare trong văn học cùng thời đại. Xuất phát từ truyền thống, Monteverdi đã biến đổi mọi thể loại mà ông có sáng tác. Những bản Madrigal của ông bao trùm cả một giai đoạn 40 năm phát triển của thể loại này. Cần phải nói nữa rằng Monteverdi là nhà kinh điển đầu tiên của nghệ thuật opera Ý, là người sáng tạo ra loại kịch hát hiện thực, người cách tân, đặc biệt trong lĩnh vực hào thanh và phối khí. Ông đã đưa cả overture thành khúc mở màn của opera.
Năm ấn phẩm đầu tiên của ông là: Sacrae cantiunculae, 1582 (một tập hợp các motet thu nhỏ); Madrigali Spirituali, 1583 (một khối lượng trong đó chỉ có phần âm trầm là còn tồn tại); Canzonette a tre voci, 1584 (một bộ sưu tập của canzonettes ba giọng); và năm phần madrigals quyển I, năm 1587, và quyển II, 1590.
Claudio Monteverdi để lại khoảng 20 tác phẩm âm nhạc sân khấu, gồm có 8 vở opera (La favola d'Orfeo (1607), Ulissey trở về quê hương (1640), Lễ tấn phong Poppea (1642),...) được xem là đỉnh cao trong các tác phẩm của ông về bi kịch và lãng mạn, các vở ballet, những bản hợp xướng, mixa, motet, canzonette, khoảng 150 bài madrigal thế tục về tình yêu và tôn giáo.

## Danh sách tác phẩm
Các tác phẩm của ông được chia ra làm ba loại: madrigal, opera và nhạc tôn giáo.

### Madrigals
Các tác phẩm madrigal của ông gồm 9 quyển.
- Book 1, 1587: Madrigali a cinque voci[12]
- Book 2, 1590: Il secondo libro de madrigali a cinque voci
- Book 3, 1592: Il terzo libro de madrigali a cinque voci[13]
- Book 4, 1603: Il quarto libro de madrigali a cinque voci[13]
- Book 5, 1605: Il quinto libro de madrigali a cinque voci[13]
- Book 6, 1614: Il sesto libro de madrigali a cinque voci[14]
- Book 7, 1619: Concerto. Settimo libro di madrigali[15]
- Book 8, 1638: Madrigali guerrieri, et amorosi con alcuni opuscoli in genere rappresentativo, che saranno per brevi episodi fra i canti senza gesto.[16]
- Book 9, 1651: Madrigali e canzonette a due e tre voci[16]

### Operas
Các vở tồn tại
- L'Orfeo
- Il ritorno d'Ulisse in patria
- L'incoronazione di Poppea

Các vở bị mất
- L'Arianna (1607–08)
- Le nozze di Tetide (1616–17)
- Andromeda (1618–20)
- Proserpina rapita (1630)
- Le nozze d'Enea con Lavinia (1641)

Hai dự án thất bại (1627-1628)
- La finta pazza Licori
- Armida abbandonata